# Saint-Cirq-Souillaguet
Saint-Cirq-Souillaguet là một xã thuộc tỉnh Lot tây nam Pháp. Xã có diện tích 8,54 km², dân số theo điều tra năm 1999 là 128 người. Khu vực này có độ cao trung bình 260 mét trên mực nước biển.